# Équipe de Suisse de football à la Coupe du monde 1954
L'équipe de Suisse de football participe à sa quatrième Coupe du monde lors de l'édition 1954 qui se tient en Suisse du 16 juin 1954 au 4 juillet 1954. Elle est qualifiée d'office en tant que pays hôte.
La compétition s'organise autour de seize nations réparties en quatre groupes de quatre équipes, les deux premiers de chaque groupe se qualifiant pour les quarts de finale. La Suisse, vainqueur du match d'appui contre l'Italie pour la deuxième place qualificative du groupe 4, atteint les quarts de finale pour la troisième fois après 1934 et 1938.

## Préparation
| 25 avril 1954             | Suisse                                 | 3 - 5   | Allemagne de l'Ouest                          | Stade Saint-Jacques, Bâle                         |                                                   |
| Historique des rencontres | Fatton 57e · Ballaman 71e · Kernen 86e | (0 - 4) | 5e 31e Schäfer · 16e 85e Walter · 30e Morlock | Spectateurs : 51 864 Arbitrage : Mervyn Griffiths | Spectateurs : 51 864 Arbitrage : Mervyn Griffiths |
| Historique des rencontres | Rapport                                |         |                                               | Spectateurs : 51 864 Arbitrage : Mervyn Griffiths | Spectateurs : 51 864 Arbitrage : Mervyn Griffiths |

| 23 mai 1954               | Suisse                                         | 3 - 3   | Uruguay                                    | La Pontaise, Lausanne                     |                                           |
| Historique des rencontres | Casali 33e (pen.) · Antenen 70e · Ballaman 83e | (1 - 1) | 32e Borges · 46e Schiaffino · 84e Martínez | Spectateurs : 44 000 Arbitrage : Leo Horn | Spectateurs : 44 000 Arbitrage : Leo Horn |
| Historique des rencontres | Rapport                                        |         |                                            | Spectateurs : 44 000 Arbitrage : Leo Horn | Spectateurs : 44 000 Arbitrage : Leo Horn |

| 30 mai 1954                       | Suisse                 | 3 - 1   | Pays-Bas   | Hardturm, Zurich                                |                                                 |
| 14h00 · Historique des rencontres | Vonlanthen 35e 37e 48e | (2 - 1) | 11e Dillen | Spectateurs : 27 000 Arbitrage : Emil Schmetzer | Spectateurs : 27 000 Arbitrage : Emil Schmetzer |
| 14h00 · Historique des rencontres | Rapport                |         |            | Spectateurs : 27 000 Arbitrage : Emil Schmetzer | Spectateurs : 27 000 Arbitrage : Emil Schmetzer |

## Phase finale

### Effectif
Karl Rappan est le sélectionneur de la Suisse durant la Coupe du monde.
| Numéro / Nom       | Numéro / Nom     | Club                    | Date de naissance |                 |
| Gardiens de but    | Gardiens de but  | Gardiens de but         | Gardiens de but   | Gardiens de but |
| ------------------ | ---------------- | ----------------------- | ----------------- | --------------- |
| 1                  | Walter Eich      | BSC Young Boys          | 27.05.1925        |                 |
| 2                  | Eugène Parlier   | Servette FC Genève      | 13.02.1929        |                 |
| 3                  | Georges Stuber   | FC Lausanne-Sport       | 11.05.1925        |                 |
| Défenseurs         |                  |                         |                   |                 |
| 5                  | Marcel Flückiger | BSC Young Boys          | 20.06.1929        |                 |
| 6                  | Roger Mathis     | FC Lausanne-Sport       | 04.04.1921        |                 |
| 7                  | André Neury      | Servette FC Genève      | 03.09.1921        |                 |
| 10                 | Olivier Eggimann | FC La Chaux-de-Fonds    | 06.08.1921        |                 |
| 14                 | Willy Kernen     | FC La Chaux-de-Fonds    | 06.08.1929        |                 |
| Milieux de terrain |                  |                         |                   |                 |
| 4                  | Roger Bocquet    | FC Lausanne-Sport       | 09.04.1921        |                 |
| 8                  | Heinz Bigler     | BSC Young Boys          | 21.12.1925        |                 |
| 9                  | Charles Casali   | BSC Young Boys          | 27.04.1923        |                 |
| 12                 | Gilbert Fesselet | FC La Chaux-de-Fonds    | 16.04.1928        |                 |
| 13                 | Ivo Frosio       | Grasshopper-Club Zürich | 27.04.1930        |                 |
| Attaquants         |                  |                         |                   |                 |
| 11                 | Norbert Eschmann | FC Lausanne-Sport       | 19.03.1933        |                 |
| 15                 | Charles Antenen  | FC La Chaux-de-Fonds    | 03.11.1929        |                 |
| 16                 | Robert Ballaman  | Grasshopper-Club Zürich | 21.06.1926        |                 |
| 17                 | Jacques Fatton   | Servette FC Genève      | 19.12.1925        |                 |
| 18                 | Josef Hügi       | FC Basel                | 23.01.1930        |                 |
| 19                 | Marcel Mauron    | FC La Chaux-de-Fonds    | 25.03.1929        |                 |
| 20                 | Eugen Meier      | BSC Young Boys          | 30.04.1930        |                 |
| 21                 | Ferdinando Riva  | FC Chiasso              | 03.07.1930        |                 |
| 22                 | Roger Vonlanthen | Grasshopper-Club Zürich | 05.12.1930        |                 |
| Trainer            |                  |                         |                   |                 |
|                    | Karl Rappan      |                         | 26.09.1905        |                 |

### Premier tour, poule 4
| Classement final |            |     |   |   |   |   |    |    |      |
|                  | Équipe     | Pts | J | G | N | P | BP | BC | Diff |
| 1                | Angleterre | 3   | 2 | 1 | 1 | 0 | 6  | 4  | +2   |
| 2                | Suisse     | 2   | 2 | 1 | 0 | 1 | 2  | 3  | -1   |
| 2                | Italie     | 2   | 2 | 1 | 0 | 1 | 5  | 3  | +2   |
| 4                | Belgique   | 1   | 2 | 0 | 1 | 1 | 5  | 8  | -3   |

| 17 juin       | Belgique   | 4 | 4 | Angleterre |
| 17 juin       | Suisse     | 2 | 1 | Italie     |
| 20 juin       | Angleterre | 2 | 0 | Suisse     |
| 20 juin       | Italie     | 4 | 1 | Belgique   |
| Match d'appui |            |   |   |            |
| 23 juin       | Suisse     | 4 | 1 | Italie     |

| 17 juin 1954                      | Suisse                  | 2 - 1   | Italie        | La Pontaise, Lausanne                                   |                                                         |
| 17h50 · Historique des rencontres | Ballaman 18e · Hügi 78e | (1 - 1) | 44e Boniperti | Spectateurs : 43 000 Arbitrage : Mario Gonçalves Vianna | Spectateurs : 43 000 Arbitrage : Mario Gonçalves Vianna |
| 17h50 · Historique des rencontres | Rapport                 |         |               | Spectateurs : 43 000 Arbitrage : Mario Gonçalves Vianna | Spectateurs : 43 000 Arbitrage : Mario Gonçalves Vianna |

| 20 juin 1954                      | Angleterre               | 2 - 0   | Suisse | Wankdorf, Berne                               |                                               |
| 17h10 · Historique des rencontres | Mullen 43e · Wilshaw 69e | (1 - 0) |        | Spectateurs : 43 500 Arbitrage : István Zsolt | Spectateurs : 43 500 Arbitrage : István Zsolt |
| 17h10 · Historique des rencontres | Rapport                  |         |        | Spectateurs : 43 500 Arbitrage : István Zsolt | Spectateurs : 43 500 Arbitrage : István Zsolt |

| Match d'appui                                    | Suisse                                   | 4 - 1   | Italie    | Stade Saint-Jacques, Bâle                         |                                                   |
| 23 juin 1954 · 18h00 · Historique des rencontres | Hügi 14e 85e · Ballaman 48e · Fatton 90e | (1 - 0) | 67e Nesti | Spectateurs : 30 000 Arbitrage : Mervyn Griffiths | Spectateurs : 30 000 Arbitrage : Mervyn Griffiths |
| 23 juin 1954 · 18h00 · Historique des rencontres | Rapport                                  |         |           | Spectateurs : 30 000 Arbitrage : Mervyn Griffiths | Spectateurs : 30 000 Arbitrage : Mervyn Griffiths |

### Quart de finale
Ce match reste actuellement le plus prolifique en buts de l'histoire de la Coupe du monde, avec un total de 12 buts, dont un doublé et un triplé de chaque côté. La Suisse menait 0-3 après 20 minutes mais a finalement perdu sur le score de 7-5.
| 26 juin 1954                      | Autriche                                                         | 7 - 5   | Suisse                              | La Pontaise, Lausanne                              |                                                    |
| 17h00 · Historique des rencontres | Wagner 25e 27e 53e · A. Körner 26e 34e · Ocwirk 32e · Probst 76e | (5 - 4) | Ballaman 16e 39e · Hügi 17e 19e 58e | Spectateurs : 35 000 Arbitrage : Charlie Faultless | Spectateurs : 35 000 Arbitrage : Charlie Faultless |
| 17h00 · Historique des rencontres | Rapport                                                          |         |                                     | Spectateurs : 35 000 Arbitrage : Charlie Faultless | Spectateurs : 35 000 Arbitrage : Charlie Faultless |